# Ernst Mader
Ernst Mader (* 4. Jänner 1968 in Wien) ist ein ehemaliger österreichischer Fußballspieler.
Er spielte unter anderem bei den (damaligen) Bundesliga-Vereinen FK Austria Wien, First Vienna FC 1894, VfB Mödling und SV Gerasdorf. Von Sommer 2004 bis Winter 2006 spielte er beim Rennweger SV 1901. Dort wurde er in der Saison 2004/2005 zum besten Spieler der Saison gewählt. Er bestritt 24 von 30 Spielen (15 Tore) und wurde ungeschlagen Meister in der Oberliga A (5. Spielklasse Österreichs).
In dieser Zeit spielte Ernst Mader außerdem in der Wiener Stadtliga mit seiner Mannschaft um den Aufstieg in die Regionalliga Ost.
Seit Winter 2006 ist Ernst Mader Trainer beim niederösterreichischen Verein SC Mannsdorf (1. Klasse Nord), bei dem er gelegentlich auch selbst spielt.
1993 wurde Mader, zu dieser Zeit bei Admira Wacker Mödling unter Vertrag, zum besten Spieler beim Wiener Stadthallenturnier gewählt. 1994 spielte er im österreichischen All-Star-Team zusammen mit Franz Wohlfahrt, Peter Schöttel, Peter Stöger und Thomas Flögel bei einigen Wohltätigkeitsturnieren.
| Personendaten    | Personendaten                   |
| ---------------- | ------------------------------- |
| NAME             | Mader, Ernst                    |
| KURZBESCHREIBUNG | österreichischer Fußballspieler |
| GEBURTSDATUM     | 4. Januar 1968                  |
| GEBURTSORT       | Wien, Österreich                |